# Deficit di Fruttosio 1,6-difosfatasi
Specialità: malattie metaboliche gentiche
Il deficit di fruttosio 1,6-difosfatasi è un grave difetto della gluconeogenesi. Questa disfunzione metabolica comporta gravi ipoglicemie e acidosi lattica in occasione di digiuni prolungati o a seguito dell'ingestione di cibo, medicinali o altro contenente fruttosio, saccarosio (zucchero), sorbitolo, xilitolo e altri.
Il deficit di fruttosio-1,6-difosfatasi viene spesso chiamato come Intolleranza Ereditaria al Fruttosio (deficit della fruttosio-1-fosfato-aldolasi) o Fruttosemia (deficit di fruttochinasi) in quanto tutte malattie a carattere autosomico recessivo che hanno diagnosi e trattamenti simili. In inglese HFI (Hereditary Fructose Intolerance).

## Sintomatologia
Il paziente è asintomatico se non ingerisce fruttosio. A seguito di digiuni prolungati o all'assunzione di fruttosio, sorbitolo, saccarosio si possono verificare:
- forti crisi ipoglicemiche
- convulsioni
- sopore acuto
- sudore freddo
- shock
- acidosi
- emorragia intestinale
- coma

## Trattamento d'emergenza
In caso di crisi acute si raccomanda l'immediata infusione endovenosa di soluzione glucosata e bicarbonato per correggere l'ipoglicemia e l'acidosi.

## Trattamento
Il trattamento consiste nell'evitare digiuni prolungati e nell'osservare una dieta priva degli zuccheri in questione, non sono necessari medicinali. La tolleranza al digiuno e all'assunzione di fruttosio migliora con la crescita nei bambini fino all'età adulta.

## Diagnosi
In genere la diagnosi avviene in età pediatrica durante il periodo di svezzamento a seguito di gravi crisi ipoglicemiche nel bambino, causate da digiuni prolungati o dall'ingestione di frutta o zucchero.
La diagnosi è possibile mediante test del DNA e richiede una minima quantità di sangue. Metodi alternativi invasivi sono la biopsia epatica e il test da carico di fruttosio (molto pericoloso per i fruttosemici).

## Frequenza
Internazionale, l'incidenza è stimata in 1 su 20 000 negli USA, 1 su 26 000 in Europa occidentale, equamente distribuita tra i sessi.

## Educazione dei pazienti
I pazienti o i genitori dovrebbero essere consigliati da un dietologo riguardo ai tipi di zuccheri contenuti in frutta, verdura e cibo in genere. L'esclusione del fruttosio dalla dieta del paziente comporta una vita normale e senza particolari limitazioni.